# Xianglan (köpinghuvudort i Kina, Heilongjiang Sheng, lat 46,65, long 129,75)
Xianglan (kinesiska: 香兰, 香兰镇) är en köpinghuvudort i Kina. Den ligger i provinsen Heilongjiang, i den nordöstra delen av landet, omkring 260 kilometer nordost om provinshuvudstaden Harbin. Antalet invånare är 25 706. Befolkningen består av 12 479 kvinnor och 13 227 män. Barn under 15 år utgör 12,0 %, vuxna 15-64 år 79 %, och äldre över 65 år 8,0 %.
Runt Xianglan är det ganska tätbefolkat, med 78 invånare per kvadratkilometer. Xianglan är det största samhället i trakten. Trakten runt Xianglan består till största delen av jordbruksmark.
Genomsnittlig årsnederbörd är 881 millimeter. Den regnigaste månaden är juli, med i genomsnitt 195 mm nederbörd, och den torraste är januari, med 6 mm nederbörd.